# Strážní dvojdomek starého letiště v Ruzyni
Strážní dvojdomek starého letiště v Ruzyni v Praze stojí jihovýchodně od budov Terminál 3 a 4 v cípu při spojení ulice K Letišti a nepojmenované komunikace, která vede západním směrem k letištnímu areálu. Dům je chráněn jako nemovitá kulturní památka České republiky.

## Historie
Dvojdomek vrátných byl postaven v letech 1934–1936 podle návrhu architekta Kamila Roškota.

## Popis
Stavba na obdélném půdorysu je osově řešená. Má mírně vystupující vrátnici a předsazené patro. Kombinuje provozní část a obytnou funkci. 
Třípodlažní objekt je podsklepený, s plochou střechou, fasáda je nečleněná. V přízemí na jižní straně je na střední ose prosklená vrátnice. Po obou stranách vrátnice je otevřený přístup do objektu. Za vrátnicí ve vestibulu je přístup na dvouramenné schodiště. Dům má tři samostatné byty, dva stejné v přízemí a jeden menší v patře. Místnosti v bytech v přízemí jsou situovány na západ a na východ, kuchyně na sever. Byt v patře je situován na jih s malou kuchyní a pokojem. Samostatné dva vstupy má z mezipodesty schodiště i rozlehlá terasa. V suterénu jsou umístěny tři samostatné sklepy a sušárna.